# SV Allenstein
Sportvereinigung Allenstein byl německý sportovní klub, který sídlil ve východopruském městě Allenstein (dnešní Olsztyn ve Varmijsko-mazurském vojvodství).
Založen byl v roce 1910, zanikl v roce 1945 po sovětsko-polské anexi Pruska.

## Historické názvy
Zdroj: 
- 1910 – SV Allenstein (Sportvereinigung Allenstein)
- 1939 – KSG Viktoria/1910 Allenstein (Kriegsspielgemeinschaft Viktoria/1910 Allenstein)
- 1940 – SV Allenstein (Sportvereinigung Allenstein)
- 1945 – zánik

## Umístění v jednotlivých sezonách
Stručný přehled
Zdroj: 
- 1935–1938: Gauliga Ostpreußen – sk. Allenstein
- 1939–1940: Gauliga Ostpreußen
- 1943–1944: Gauliga Ostpreußen

Jednotlivé ročníky
Zdroj: 
Legenda: Z - zápasy, V - výhry, R - remízy, P - porážky, VG - vstřelené góly, OG - obdržené góly, +/- - rozdíl skóre, B - body, červené podbarvení - sestup, zelené podbarvení - postup, fialové podbarvení - reorganizace, změna skupiny či soutěže
| Velkoněmecká říše (1935 – 1940) |                                     |        |    |   |   |   |    |    |     |    |        |
| Sezóny                          | Liga                                | Úroveň | Z  | V | R | P | VG | OG | +/- | B  | Pozice |
| 1935/36                         | Gauliga Ostpreußen – sk. Allenstein | 1      | 12 | 6 | 2 | 4 | 30 | 19 | +11 | 14 | 4.     |
| 1936/37                         | Gauliga Ostpreußen – sk. Allenstein | 1      | 12 | 4 | 0 | 8 | 21 | 32 | -11 | 8  | 4.     |
| 1937/38                         | Gauliga Ostpreußen – sk. Allenstein | 1      | 12 | 4 | 2 | 6 | 21 | 29 | -8  | 10 | 5.     |
| ...                             |                                     |        |    |   |   |   |    |    |     |    |        |
| 1939/40                         | Gauliga Ostpreußen                  | 1      | 12 | 4 | 2 | 6 | 21 | 29 | -8  | 10 | 5.     |
| ...                             |                                     |        |    |   |   |   |    |    |     |    |        |
| 1943/44                         | Gauliga Ostpreußen                  | 1      | 12 | 6 | 2 | 4 | 29 | 33 | -4  | 14 | 3.     |

Poznámky:
- 1939/40: Klub v soutěži účinkoval pod společným názvem KSG Viktoria/1910 Allenstein.